# 皮尼奧 (加利福尼亞州)
皮尼奧（英語：Pinnio）是位於美國加利福尼亞州拉森縣的一個非建制地區。該地的面積和人口皆未知。

## 地理
皮尼奧的座標為41°04′27″N 120°28′10″W / 41.07417°N 120.46944°W，而該地的平均海拔高度為1660米（即5446英尺）。